# Parodynerus bicinctus
Parodynerus bicinctus är en stekelart som först beskrevs av Fabricius 1781.  Parodynerus bicinctus ingår i släktet Parodynerus och familjen Eumenidae. Inga underarter finns listade i Catalogue of Life.